# 助太刀屋助六
『助太刀屋助六』（すけだちやすけろく）は、岡本喜八原案による時代劇作品。

## 概要
仇討ちの助太刀を生業とする若者・助六の姿を描くコメディタッチの時代劇。
岡本喜八が監督映画『日本のいちばん長い日』、『肉弾』を製作した直後、亡くなった岡本の父への追悼の意も込めてシナリオが執筆され、岡本自ら「生田大作」のペンネームで執筆した漫画が『漫画読本』1969年4月号（文藝春秋刊）に発表された。このシナリオおよび漫画を基に、1969年にオムニバスドラマ『仇討ち』の一編としてテレビドラマ化、2002年に真田広之主演で映画化された。2005年2月19日に岡本が死去し、同映画化作品は岡本の遺作となった。

## テレビドラマ
1969年2月5日20:00 - 20:56にTBSにて仇討ちをテーマに製作されたオムニバスドラマ『仇討ち』の第19話として放送された。脚本・監督は原作者である岡本喜八自らが、主演はジェリー藤尾が務めた。

### キャスト（テレビドラマ）
- 助太刀屋助六：ジェリー藤尾
- 片倉梅太郎：加東大介
- タケノ：岡田可愛
- 番太の太郎：常田富士男
- 榊原織部：天本英世
- 棺桶屋の爺さん：今福正雄
- 脇屋新九郎：山本廉
- 浪人堀田：大木正司
- 妻木涌之助：地井武男
- 浪人倉田：長谷川弘

### スタッフ（テレビドラマ）
- 原作：生田大作
- 監督・脚本：岡本喜八
- プロデューサー：三熊将照　松本昭三
- 撮影：村井博
- 殺陣：久世竜
- 音楽：間宮芳生
- 美術：狩野健
- 録音：神蔵昇　吉田庄太郎（東京スタジオセンター）
- 照明：比留川大助
- 監督助手：小谷修三
- 編集：小出良助
- 製作担当者：関口孝
- 現像：TBS映画社
- ナレーター：東野英治郎
- 制作：東京映画、TBS

## 映画
2002年2月16日、日活・フジテレビ製作、東宝配給により公開された。第14回東京国際映画祭にて特別上映された。興行収入は5億円未満。

### キャスト（映画）
- 助太刀屋助六：真田広之
- お仙：鈴木京香
- 太郎：村田雄浩
- 脇屋新九郎：鶴見辰吾
- 妻木涌之助：風間トオル
- 堀田某：本田博太郎
- 倉田某：友居達彦
- タケノ：山本奈々
- 榊原織部：岸部一徳
- オトメ：岸田今日子
- 棺桶屋：小林桂樹
- 片倉梅太郎：仲代達矢
- 竹中直人
- 宇仁貫三
- 嶋田久作
- 田村奈巳
- 長森雅人
- 滝藤賢一
- 伊佐山ひろ子
- 佐藤允
- 天本英世

ほか

### スタッフ（映画）
- 監督・脚本：岡本喜八
- 原作：生田大作「助太刀屋」より
- 撮影：加藤雄大
- 美術：西岡善信
- 照明：中岡源権
- 録音：横野一氏工
- 調音：神保小四郎
- 編集：川島章正
- 助監督：武内孝吉
- 音楽：山下洋輔

ミュージシャン：林英哲(太鼓)、金子飛鳥(バイオリン)、竹内直(リード)、津村和彦(ギター)、吉野弘志(ベース)、堀越彰(ドラム)、一噌幸弘(笛)
- 題字・ポスターイラスト：山藤章二
- 音響効果：東洋音響カモメ(斉藤昌利)
- 殺陣：西本良治郎
- アシスタントプロデューサー：佐藤闘介
- スタジオ：みろくの里、日活撮影所
- 現像：東京現像所
- 製作協力：喜八プロダクション、映像京都
- 製作総指揮：中村雅哉
- 企画：西岡善信、岡本みね子、猿川直人、森知貴秀
- 製作者：豊忠雄、宮内正喜
- プロデューサー：石丸省一郎、西村維樹、藤倉博
- 協力プロデューサー：能村庸一、福島聡司、浅田恵介
- 製作：日活、フジテレビジョン
- 配給：東宝

### 製作
岡本喜八及び天本英世の遺作。ロケはみろくの里であり、終了後、東京に戻る佐藤允は、「広島駅で天本から『北九州に帰る』と言われ、手を振って別れたのが最後だった」と話している。また佐藤は岡本監督とも家が近所で、岡本が亡くなる2日前に道で会い、タバコを吸ってはいけないのに吸っていて、今時歩いてていいのかなと、夢か幻か現実かと思いながら、軍隊式の敬礼をして別れたという。

## 舞台
2012年12月15日 - 12月24日にル テアトル銀座 by PARCOにて『助太刀屋助六 外伝』（すけだちやすけろく がいでん）が上演された。G2が岡本喜八の作品を原案に前日譚を描いた。主演は市川猿之助で猿之助襲名後初の外部公演の出演となった。

### キャスト（舞台）
- 助六：市川猿之助
- 美弥：朝海ひかる
- 堀口路之丞：吉沢悠
- 虎松：忍成修吾
- 上山竜司
- 細見大輔
- 治田敦
- 市川猿三郎
- 市川郁治郎
- 石橋直也
- 鶴見辰吾

### スタッフ（舞台）
- キャラクター原案：岡本喜八『助太刀屋助六』より
- 作・演出：G2
- 協力：松竹
- 企画・製作・主催：梅田芸術劇場